# L'Homme à la hache
Pour le film indien, voir L'Homme à la hache (film).
L'Homme à la hache est un tableau du peintre français Paul Gauguin réalisé en 1891. Cette huile sur toile est conservée dans une collection privée en Suisse.